# 舍夫里苏勒比尼翁
舍夫里苏勒比尼翁（法語：Chevry-sous-le-Bignon，法語發音：[ʃəvʁi su lə biɲɔ̃]，意为“勒比尼翁下方的舍夫里”）是法国卢瓦雷省的一个市镇，属于蒙塔日区。

## 地理
舍夫里苏勒比尼翁（48°8'27"N, 2°53'50"E）面积7.4 平方千米，位于法国中央-卢瓦尔河谷大区卢瓦雷省，该省份为法国中北部省份，北起埃松省，西北接厄尔-卢瓦省，西南接卢瓦-谢尔省，南至涅夫勒省和谢尔省，东临约讷省，东北接塞纳-马恩省。
与舍夫里苏勒比尼翁接壤的市镇（或旧市镇、城区）包括：埃格勒维尔、勒比尼翁米拉博、舍瓦讷、加蒂奈地区佩尔。
舍夫里苏勒比尼翁的时区为UTC+01:00、UTC+02:00（夏令时）。

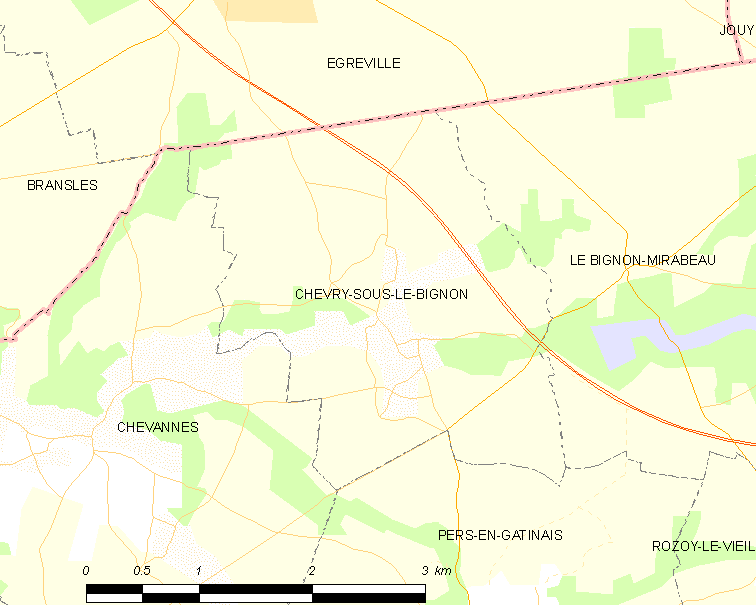
舍夫里苏勒比尼翁的OSM定位图

## 行政
舍夫里苏勒比尼翁的邮政编码为45210，INSEE市镇编码为45094。

## 政治
舍夫里苏勒比尼翁所属的省级选区为库特奈县。

## 人口

1962-2008年间舍夫里苏勒比尼翁人口变化图示

舍夫里苏勒比尼翁于2022年1月1日时的人口数量为228人。